# Gertrud von Breslau
Gertrud (polnisch Gertruda; * zwischen 1218 und 1220; † zwischen 1244 und 1247) war eine schlesische Prinzessin und Herzogin von Sandomir und Masowien. Sie entstammte dem Adelsgeschlecht der Schlesischen Piasten und heiratete in die Linie der masowischen Piasten ein.

## Leben
Gertrud war Tochter des Herzogs Heinrich II. von Schlesien († 1241) und der Přemyslidin Anna von Böhmen. 

## Ehe und Familie
1234 vermählte sie sich mit Bolesław I. von Masowien. Die Ehe blieb kinderlos. Nach ihrem Tod heiratete Bolesław I. Anastasia von Bels.
1239 heiratete ihre jüngere Schwester Konstanze von Breslau Bolesławs I. Bruder Kasimir I. von Kujawien.